# Parlamento de la Nación Mora
El Parlamento de la Nación Mora (cebuano: Parlamento sa Nasod Moro; malayo: Parlemen Bangsa Moro; ilongo: Parlamento sang Pungsod Moro; pampango: Parlamentu ning Bangsang Moru; chabacano: Parlamento del Nación Moro; filipino: Parlamento ng Bansang Moro) es el órgano legislativo de la Nación Mora, una región autónoma de Filipinas. 
Actualmente está dirigida por la Autoridad de Transición de Bangsamoro, un órgano rector regional interino. La sesión inaugural del parlamento tuvo lugar el 29 de marzo de 2019, mientras que se prevé que su primera sesión ordinaria tendrá lugar en 2025

## Historia
Esta Asamblea es fruto de la lucha de los pueblos musulmanes de Mindanao por su   autodeterminación. En este contexto la nación mora quiere lograr su propio destino bajo la ley y la cultura islámica, habiendo luchado contra la influencia de  españoles, japoneses y norteamericanos.
Durante el mandato del presidente Ramón Magsaysay la isla de  Mindanao fue abierta a los colonos cristianos, en su mayoría de la región de Visayas, con objeto de aliviar la presión demográfica, de modo que los recursos naturales de la isla fueron compartidos con el resto de las Filipinas.
Los musulmanes de Mindanao protestaron contra el gobierno filipino.
El 18 de marzo de 1968,  23 alumnos musulmanes fueron fusilados en la isla de Corregidor, hacho que provocó la ira entre los musulmanes y dio lugar a movimientos tanto civiles y armados. El Frente de Liberación Nacional Moro (MNLF) nace bajo el liderazgo de Nur Misuari.
En febrero de 1973 el MNLF inicia las hostilidades sin que la creación de las regiones occidental y central de Mindanao con el establecimiento de la Oficina del Comisionado Regional (ORC) en ambas regiones sirvieran para frenarlas.
Tuvo que intervenir la Organización de la Conferencia Islámica (OCI) propiciando las negociaciones que culminaron con la firma el 23 de diciembre de 1976 del conocido como Acuerdo de Trípoli  que supuso la creación de esta región autónoma.
El 17 de abril de 1977 see celebra un referéndum optando por mantener las subdivisiones geopolíticas originales de Mindanao Occidental y Mindanao Central. El 25 de julio de 1979 se forma el gobierno regional autóno, sin que est sirviera para apaciguar a los muyahidines.
El 3 de febrero de 1987 la presidenta Corazón C. Aquino conclye negociaciones de paz recogidas en el Acuerdo de Jeddah que supuso un compromiso de continuar las conversaciones sobre la aplicación plena de una autonomía regional.
Pese al frcaso de estas negociaciones, el gobierno Aquino crea la Región Autónoma en Mindanao Musulmán (RAMM) y convoca el Consejo Consultivo Regional encargado de redactar la Ley Orgánica en Mindanao Musulmán.

### Región Autónoma

Mapa político de la Nación Mora

El 1 de agosto de 1989 se consolida esta autonomía que fue refrendada en plebiscito celebrado el 17 de noviembre de 1989. Sólo cuatro provincias optaron por unirse a la zona de la autonomía: Maguindanao, Lanao del Sur, Tawi-Tawi y Sulu.

Las primeras elecciones se celebran el 17 de febrero de 1990 siendo elegido gobernador Zacaria Candao quien tomó juramento de su cargo el 6 de julio de 1990. El 2 de abril de 1993 le sucedió Lininding P. Pangandaman.

El 2 de septiembre de 1996, el MNLF y el Gobierno de Filipinas firmaron el acuerdo final de paz asumiendo  Nur Misuari el cargo de Gobernador Regional.
Pese a este esfuerzo de reconciliación el Frente Moro de Liberación Islámica (MILF) continuó con su lucha lo que supuso una guerra total en el año 2000 con el desplazamiento de unas 400.000 personas.

En enero de 2001 Gloria Macapagal Arroyo  inició conversaciones de paz que llevaron a la firma de un acuerdo de alto el fuego el 22 de junio de 2001. Para obtenerlo tuvo que ampliar el territorio cedido a Maguindanao, Lanao del Sur, Sulu, Tawi-Tawi se añade Basilan y la ciudad islámica de Marawi.
En la elección llevada a cabo en noviembre de 2001 resultó elegido gobernador Farouk Hussein. En 2005 y 2008 resulta elegido el dato (cfr.) Zaldy Uy Ampatuan.
La controvertida "masacre de Maguindanao" en 2009, con la participación Andal Uy Ampatuan, el hermano del dato Zaldy, se convirtió en la razón vital para expulsar al dato Zaldy Uy Ampatuan de su cargo público, sucediéndole el vicegobernador Ansaruddin Alonto.

El actual gobernador Mujiv S. Hataman, elegido en 2011,  apoya las reformas del presidente Aquino.
Un Acuerdo Marco sobre la Nación Mora entre el Frente Moro de Liberación Islámica fue firmado el 15 de octubre de 2012.
En las elecciones de 13 de mayo de  2013 consiguió un apoyo abrumador Mujiv Hataman obteniendo cerca de 500.000 votos.